# Stora Blanken
Stora Blanken är en sjö i Ronneby kommun i Blekinge och ingår i Nättrabyåns huvudavrinningsområde. Sjön är 9 meter djup, har en yta på 0,595 kvadratkilometer och befinner sig 105,2 meter över havet. Sjön ligger direkt söder om orten Eringsboda.

## Delavrinningsområde
Stora Blanken ingår i det delavrinningsområde (625346-147367) som SMHI kallar för Utloppet av Stora Skälen. Medelhöjden är 109 meter över havet och ytan är 17,41 kvadratkilometer. Det finns inga avrinningsområden uppströms utan avrinningsområdet är högsta punkten. Vattendraget som avvattnar avrinningsområdet har biflödesordning 2, vilket innebär att vattnet flödar genom totalt 2 vattendrag innan det når havet efter 25 kilometer. Avrinningsområdet består mestadels av skog (69 %). Avrinningsområdet har 1,98 kvadratkilometer vattenytor vilket ger det en sjöprocent på 11,4 %. Bebyggelsen i området täcker en yta av 0,68 kvadratkilometer eller 4 % av avrinningsområdet.